# Cañamomo
Els cañamomo són un grup ètnic natiu de Colòmbia, amb una població estimada d'unes 2.225 persones. Aquest grup ètnic professa en la seva majoria la fe animista i parlen castellà, ja que han perdut la seva llengua originària.
Viuen principalment en la reserva Resguardo de Cañamomo i Lomaprieta al departament de Caldas, Colòmbia. Fou creat el 10 de març de 1540, amb fites definides des de 1627, i títol constituït en 1953, format per 32 comunitats en un territori de 37,6 kms².